# Dendrophthora pearcei
Dendrophthora pearcei är en sandelträdsväxtart som först beskrevs av Henry Hurd Rusby, och fick sitt nu gällande namn av J. Kuijt. Dendrophthora pearcei ingår i släktet Dendrophthora och familjen sandelträdsväxter. Inga underarter finns listade i Catalogue of Life.